# Leslie (Arkansas)
Leslie é uma cidade localizada no estado americano de Arkansas, no Condado de Searcy.

## Demografia
Segundo o censo americano de 2000, a sua população era de 482 habitantes.
Em 2006, foi estimada uma população de 468, um decréscimo de 14 (-2.9%).

## Geografia
De acordo com o United States Census Bureau, a localidade tem uma área de 1,9 km², sem área coberta por água. Leslie localiza-se a aproximadamente 493 m acima do nível do mar.

## Localidades na vizinhança
O diagrama seguinte representa as localidades num raio de 32 km ao redor de Leslie.